# Apol·lònia de Tràcia
Apol·lònia (grec antic: Ἀπολλωνία, 'Apollōnía') fou una ciutat de Tràcia a la regió de l'Edònida de localització insegura, però situada, en qualsevol cas, a la costa de la Perea Tàsica, enfront de l'illa de Tasos, de la qual sembla haver estat una colònia. Hi ha passatges en què es confon amb Apol·lònia de Migdònia.
Pomponi Mela, Plini el Vell i Estrabó la situen a l'oest del riu Nestos, mentre que Titus Livi, probablement de manera errònia, la situa entre Maronea i Abdera, és a dir, a l'est del Nestos. Temptativament, hom la localitza al costat de la Torre d'Apol·lònia,en entre Galepsos i Neàpolis, però la identificació no és concloent.
La ciutat fou destruïda per Filip II de Macedònia el 346 aC.